# بريت ودمان
بريت ودمان (بالإنجليزية: Britt Woodman)‏ هو عازف جاز أمريكي، ولد في 4 يونيو 1920 في لوس أنجلوس في الولايات المتحدة، وتوفي في 13 أكتوبر 2000 في هاوثورني في الولايات المتحدة.

## وصلات خارجية
- بريت ودمان على موقع IMDb (الإنجليزية)
- بريت ودمان على موقع ميوزك برينز (الإنجليزية)
- بريت ودمان على موقع أول ميوزيك (الإنجليزية)
- بريت ودمان على موقع ديسكوغز (الإنجليزية)